# Người Malaysia gốc Hoa
Người Malaysia gốc Hoa (giản thể: 马来西亚华人; phồn thể: 馬來西亞華人; Hán-Việt: Mã Lai Tây Á Hoa nhân; bính âm: Mǎláixīyà Huárén; Việt bính: maa5 loi4 sai1 aa3 waa4 jan4, tiếng Mã Lai: Orang Cina Malaysia) là người mang quốc tịch Malaysia có nguồn gốc người Hoa. Hầu hết họ là hậu duệ của những người Hoa đến từ giai đoạn đầu và giữa thế kỷ 20. Người Malaysia gốc Hoa là một trong những cộng đồng người Hoa hải ngoại lớn nhất thế giới. Tại Malaysia, họ thường được gọi đơn giản là "người Hoa" và là dân tộc lớn thứ hai tại quốc gia này sau người Mã Lai chiếm đa số. Năm 2010, có khoảng 6.960.000 người Malaysia gốc Hoa.
Người Malaysia gốc Hoa là một dân tộc trung lưu được tổ chức tốt về mặt xã hội kinh tế và chiếm tỷ lệ cao không cân xứng trong tầng lớp chuyên nghiệp và được giáo dục tốt tại Malaysia, có thành tích giáo dục cao, có đại diện lớn trong lực lượng lao động cổ cồn trắng chuyên nghiệp, và là một trong số các nhóm nhân khẩu học thiểu số có thu nhập hộ gia đình cao nhất tại Malaysia. Người Malaysia gốc Hoa chi phối trong các lĩnh vực thương nghiệp và mậu dịch, kiếm soát xấp xỉ 70% kinh tế Malaysia.

## Lịch sử
Làn sóng người Hoa định cư đầu tiên là dưới thời Vương quốc Malacca vào đầu thế kỷ 15. Các mối quan hệ hữu nghị giữa Trung Quốc và Malacca lên đến cực điểm trong thời gian trị vì của Quốc vương Mansur Syah, ông kết hôn với Hán Lệ Bảo công chúa từ Trung Quốc. Một đại thần của quốc gia và 500 thanh niên và thiếu nữ có xuất thân cao quý tháp tùng công chúa đến Malacca. Những người này hầu hết đến từ Phúc Kiến, hậu duệ của họ được gọi là Baba (nam) và Nyonya (nữ).
Làn sóng thứ hai bằt nguồn từ các vụ thảm sát tại Phúc Kiến trong năm 1651-52 khi người Mãn chiếm Trung Quốc. Những người Phúc Kiến tị nạn có nguồn gốc từ Chương Châu tái định cư tại phần phía bắc của bán đảo Mã Lai, còn những người có nguồn gốc Hạ Môn và Tuyền Châu thì tái định cư tại phần phía nam của bán đảo. Nhóm này tạo thành đa số trong "người Hoa eo biển"- tiếp nhận giáo dục bằng tiếng Anh.

Một làn sóng nhập cư lớn hơn nhiều chủ yếu đến từ các cảng được kiểm soát tại Phúc Kiến và Quảng Đông thông qua sự quản lý của người Anh, đó là trong Chiến tranh Nha phiến lần thứ nhất, người Anh chiếm được Quảng Châu và Hạ Môn, do nghèo đói và cuộc sống khó khăn tại quê nhà nên hầu hết họ chấp nhận công việc do người Anh trao cho, từ sĩ quan đến phu, từ cuối thế kỷ 19 đến đầu thế kỷ 20. Người Anh khuyến khích họ nhập cư đến Malaya và Các Khu định cư Eo biển, người Anh sử dụng họ để làm việc trong các khu mỏ và đồn điền cao su.
Dưới thời Thanh; các thần dân dời khỏi đế quốc mà không được chính quyền cho phép thì đều bị xem là phản quốc và do đó sẽ bị hành quyết, gia đình của họ cũng bị liên lụy. Sang thời Trung Hoa Dân Quốc, quyết định này bị bãi bỏ và nhiều người di cư ra bên ngoài Trung Quốc, hầu hết thông qua các cảng ở Phúc Kiến, Quảng Đông, Hải Nam và Thượng Hải. Sau khi Quốc Dân Đảng thất bại trong Nội chiến Trung Quốc, nhiều đảng viên Quốc Dân đảng và những người trung lập chạy trốn từ Trung Quốc đại lục đến Singapore, Sarawak, Sabah và Malaya.
Một làn sóng nhỏ hơn nhiều bắt đầu sau những năm 1990, những người này là công dân của nước Cộng hòa Nhân dân Trung Hoa, hầu hết trong số họ đến là nhằm tìm kiếm cơ hội kinh doanh.

## Nhân khẩu
Trong cuộc điều tra dân số các dân tộc năm 1835 tại các quốc gia Mã Lai thuộc Anh, người Hoa chiếm 8% dân số và chủ yếu ở tại Các khu định cư Eo biển, người Mã Lai và người Ấn lần lượt chiếm 88% và 4% dân số. Dân số Malaya tăng nhanh chóng trong các thế kỷ 19 và 20, song đa số người Hoa nhập cư là nam giới. Năm 1921, dân số Malaya lên đến gần 3 triệu người, người Hoa chiếm 30% trong khi người Mã Lai chiếm 54.7%, dân số tăng lên được thúc đẩy từ những người nhập cư đến từ Indonesia. Dân số người Hoa phần lớn là sinh sống tạm thời, và nhiều phu trở về Trung Quốc thường xuyên, 29% dân số người Hoa sinh ra tại bản địa, hầu hết là con của những người Hoa nhập cư thế hệ thứ nhất. Chính phủ Anh bắt đầu áp đặt hạn chế về di cư trong thập niên 1930, song khoảng cách về số lượng người Hoa và Mã Lai tiếp tục giảm ngay cả sau Chiến tranh thế giới thứ hai. Điều tra dân số năm 1947 cho thấy rằng người Mã Lai chiếm 49,5% dân số, còn người Hoa chiếm 38,4%, tổng dân số khi đó là 4,9 triệu.
Người Malaysia gốc Hoa tạo thành dòng chảy di cư lớn nhất trong số các dân tộc tại Malaysia. Theo dự báo thì tỷ lệ người Malaysia gốc Hoa trong tổng dân số Malaysia sẽ giảm từ 45% vào năm 1957 xuống 18,6% vào năm 2035 nếu xu hướng hiện tại tiếp tục.
| Lịch sử nhân khẩu người Malaysia gốc Hoa (%) |         |       |                 |         |                   |                   |                   |
| 1947                                         | 1957    | 1961  | 1970            | 1980    | 1991              | 2000              | 2010              |
| (38,4%)                                      | (45,0%) | (36%) | 3.564.400 (37%) | (33,9%) | 4.623,900 (28,1%) | 5.691.900 (26,1%) | 6.960.900 (24,6%) |

### Theo bang và lãnh thổ
Điều tra nhân khẩu năm 2010 cung cấp các số liệu sau (không bao gồm công dân):
| Bang               | Người Hoa | % dân số |
| ------------------ | --------- | -------- |
| Johor              | 1.034.713 | 33,6%    |
| Kedah              | 255.628   | 13,6%    |
| Kelantan           | 51.614    | 3,4%     |
| Malacca            | 207.401   | 26,4%    |
| Negeri Sembilan    | 223.271   | 23,2%    |
| Pahang             | 230.798   | 16,2%    |
| Perak              | 693.397   | 30,4%    |
| Perlis             | 17.985    | 8,0%     |
| Penang             | 670.400   | 45,6%    |
| Sabah              | 295.674   | 12,8%    |
| Sarawak            | 577.645   | 24,5%    |
| Selangor           | 1.441.774 | 28,6%    |
| Terengganu         | 26.429    | 2,6%     |
| Lãnh thổ liên bang | Người Hoa | % dân số |
| Kuala Lumpur       | 655.413   | 43,2%    |
| Labuan             | 10.014    | 13,4%    |
| Putrajaya          | 479       | 0,7%     |

Tính đến  năm 2012, đa số người Hoa tập trung tại các bang duyên hải phía tây của Tây Malaysia.
Penangđảo Penang, Bukit Mertajam
| Năm  | Tổng dân số | Người Mã Lai | Tỷ lệ | Người Hoa | Tỷ lệ |
| ---- | ----------- | ------------ | ----- | --------- | ----- |
| 1812 | 26.107      | 9.854        | 37,7% | 7.558     | 28,9% |
| 1820 | 35.035      | 14.080       | 40,2% | 8.595     | 24,5% |
| 1860 | 124.772     | 71.723       | 57,4% | 36.222    | 29,0% |
| 1891 | 232.003     | 92.681       | 39,9% | 86.988    | 37,5% |
| 1970 | 775.000     | 247.000      | 30,6% | 436.000   | 56,3% |
| 1990 | 1.150.000   | 399.200      | 34,5% | 607.400   | 52,9% |
| 2000 | 1.313.449   |              | 48,5% |           | 40,9% |
| 2005 | 1.511.000   | 624.000      | 41,3% | 650.000   | 43%   |
| 2010 | 1.561.383   | 642.286      | 43,6% | 670.400   | 45,6% |

Kuala LumpurKepong, Cheras, Bukit Bintang, Old Klang Road, Sri Petaling, Pudu, Segambut.
JohorJohor Bahru, Batu Pahat, Kluang, Muar, Kulaijaya, Segamat, Ledang, Pontian.
| Năm  | Tổng dân số | Người Mã Lai | Tỷ lệ | Người Hoa | Tỷ lệ |
| ---- | ----------- | ------------ | ----- | --------- | ----- |
| 1931 | 505.311     |              | 46,4% |           | 41,4% |
| 1947 | 738.251     |              | 43,8% |           | 48,1% |
| 2000 | 2.740.625   |              | 57,1% |           | 35,4% |
| 2010 | 3.348.283   | 1.811.139    | 58,9% | 1.034.713 | 33,6% |

PerakIpoh, Taiping, Batu Gajah, Sitiawan, Teluk Intan
| Năm  | Tổng dân số | Người Mã Lai | Tỷ lệ | Người Hoa | Tỷ lệ |
| ---- | ----------- | ------------ | ----- | --------- | ----- |
| 1891 |             |              |       | 94.345    | 44,0% |
| 1901 | 329.665     |              |       | 150.239   | 45,6% |
| 2000 | 2.051.236   |              | 54,7% |           | 32,0% |
| 2010 | 2.352.743   | 1.302.166    | 57,0% | 693.397   | 30,4% |

SelangorSubang Jaya/USJ, Puchong, Petaling Jaya, Damansara Jaya/Utama, Bandar Utama, Serdang, Klang.
| Năm  | Tổng dân số | Người Mã Lai | Tỷ lệ | Người Hoa  | Tỷ lệ |
| ---- | ----------- | ------------ | ----- | ---------- | ----- |
| 1891 | 81.592      | 23.750       |       | 50.844     |       |
| 1931 | 533.197     |              | 23,1% |            | 45,3% |
| 1947 | 710.788     |              | 26,4% |            | 51%   |
| 2000 | 4.188.876   |              | 53,5% |            | 30,7% |
| 2010 | 5.462.141   | 2.877.254    | 57,1% | 1.441.774  | 28,6% |
| 2011 | 5,46 triệu  |              |       | 1,45 triệu | 29 %  |

MalaccaThành phố Malacca
Negeri SembilanRasah, Seremban, Bahau
PahangBentong, Raub, Mentakab, Kuantan
SarawakKuching, Sibu, Bintulu, Miri, Sarikei, Sri Aman, Marudi, Lawas, Mukah, Limbang, Kapit, Serian, Bau
SabahKota Kinabalu và Sandakan.